# Courlande-du-Sud
Courlande-du-Sud (en letton : Dienvidkurzemes novads) est une municipalité de Lettonie, située dans la région de Courlande, créée le 1er juillet 2021. Son chef-lieu est Grobiņa.

## Géographie
La municipalité s'étend sur 3 463,35 km2 à l'extrémité occidentale de la Lettonie et s'ouvre largement à l'ouest sur la mer Baltique. La ville de Liepāja forme une enclave sur la côte. La municipalité est bordée au sud par la frontière lituanienne.
| Mer Baltique | Ventspils          |                             |
| Liepāja      | Courlande-du-Sud   | Kuldīga Saldus              |
| Mer Baltique | Palanga (Lituanie) | Kretinga Skuodas (Lituanie) |

## Histoire
La municipalité est créée le 1er juillet 2021 à la suite de la réforme administrative et territoriale de 2020, par la fusion des anciennes municipalités d'Aizpute, Durbe, Grobiņa, Nīca, Pāvilosta, Priekule, Rucava et Vaiņode.
Son territoire correspond à celui de l'ancien district de Liepāja, supprimé par la réforme administrative de 2009.

## Politique et administration
Le conseil municipal comprend 19 membres élus pour quatre ans. Les dernières élections ont eu lieu le 7 juin 2025.